# فرانك ستروناش
فرانك ستروناش (6 سبتمبر 1932) رجل أعمال وسياسي ملياردير من أصل نمساوي كندي ومؤسس شركة ماجنا الدولية، وهي شركة قطع غيار سيارات دولية مقرها في أورورا، أونتاريو، كندا، وشركة جرانيت العقارية، ومجموعة ستروناش. بثروة صافية تقدر بـ 3.06 مليار دولار كندي (اعتبارًا من ديسمبر 2017)، تم تصنيف ستروناش من قبل مجلة الأعمال الكندية في المرتبة 31 بين أغنى الأشخاص الكنديين.